# Лічарґі-є-Хасан-Руд (дегестан)
Лічарґі-є-Хасан-Руд (перс. لیچارگی حسن رود) — дегестан в Ірані, в Центральному бахші, в шагрестані Бендер-Анзалі остану Ґілян. За даними перепису 2006 року, його населення становило 7335 осіб, які проживали у складі 2149 сімей.

## Населені пункти
До складу дегестану входять такі населені пункти:
- Ґольшан
- Джефруд-е-Паїн
- Лічарґі-є-Хасан-Руд
- Талебабад
- Торбе-Ґуде
- Хасан-Руд
- Шанґхай-Парде